# 阿莱利亚
阿莱利亚，是西班牙加泰罗尼亚巴塞罗那省的一个市镇。总面积10平方公里，总人口8470人（2001年），人口密度847人/平方公里。